# Heilige-Apostel-Kloster (Tawusch)

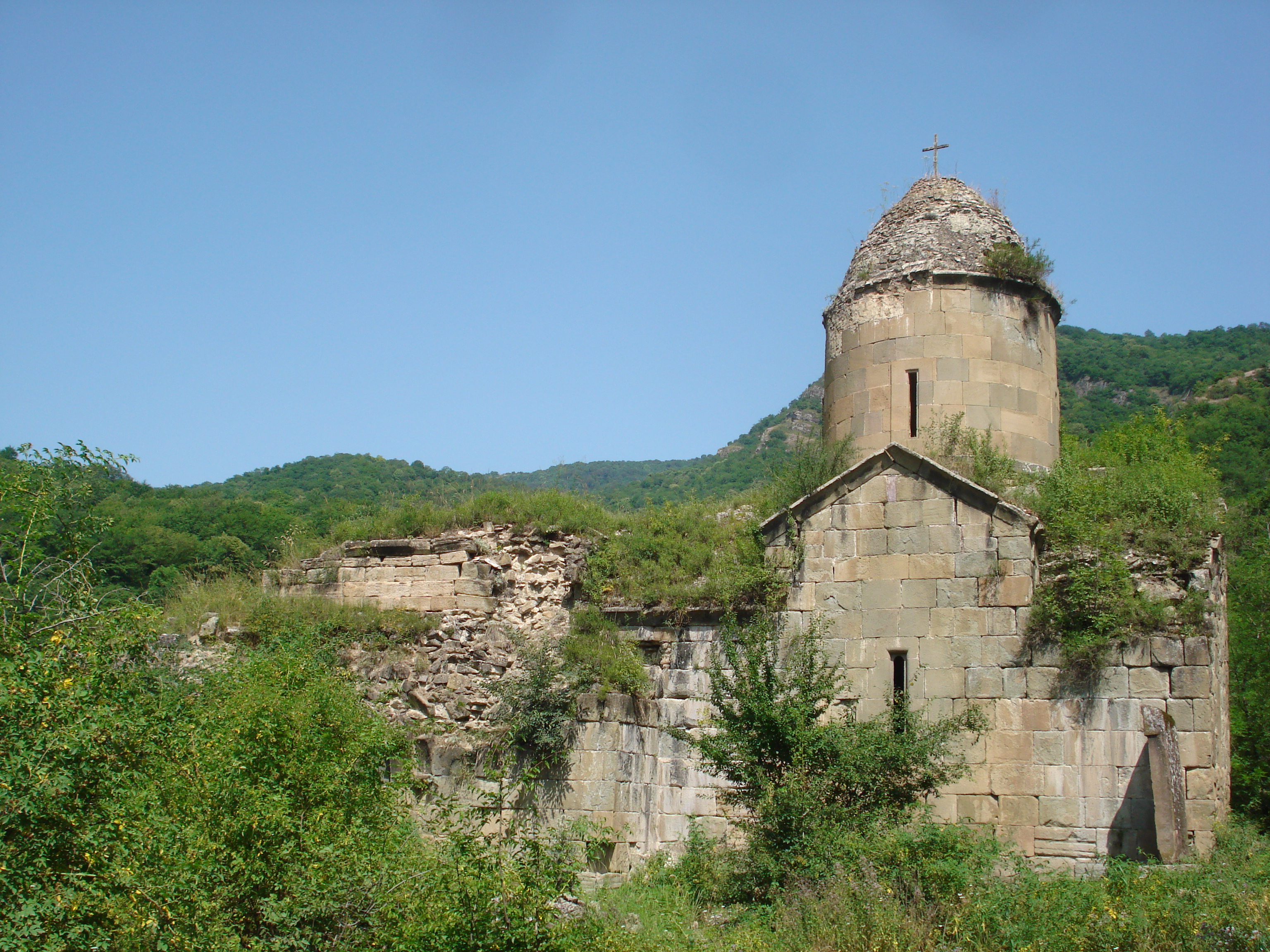
Kloster Arakeloz

Das Kloster Arakeloz (armenisch Առաքելոց վանք Arakeloz wank'; „Heilige-Apostel-Kloster“) ist ein ehemaliges Kloster der Armenischen Apostolischen Kirche in der armenischen Provinz Tawusch.

## Lage
Das Kloster liegt am linken Ufer des Flusses Kunen etwa zwei Kilometer vom Dorf Acharkut. Rund um das Kloster finden sich auf beiden Seiten des Flusses Spuren des historischen Dorfes Arakeloz, darunter die Überreste einer Brücke, einer Karawanserei, mehreren Bädern, zahlreichen Kirchen und anderen Bauwerken.

## Baubeschreibung

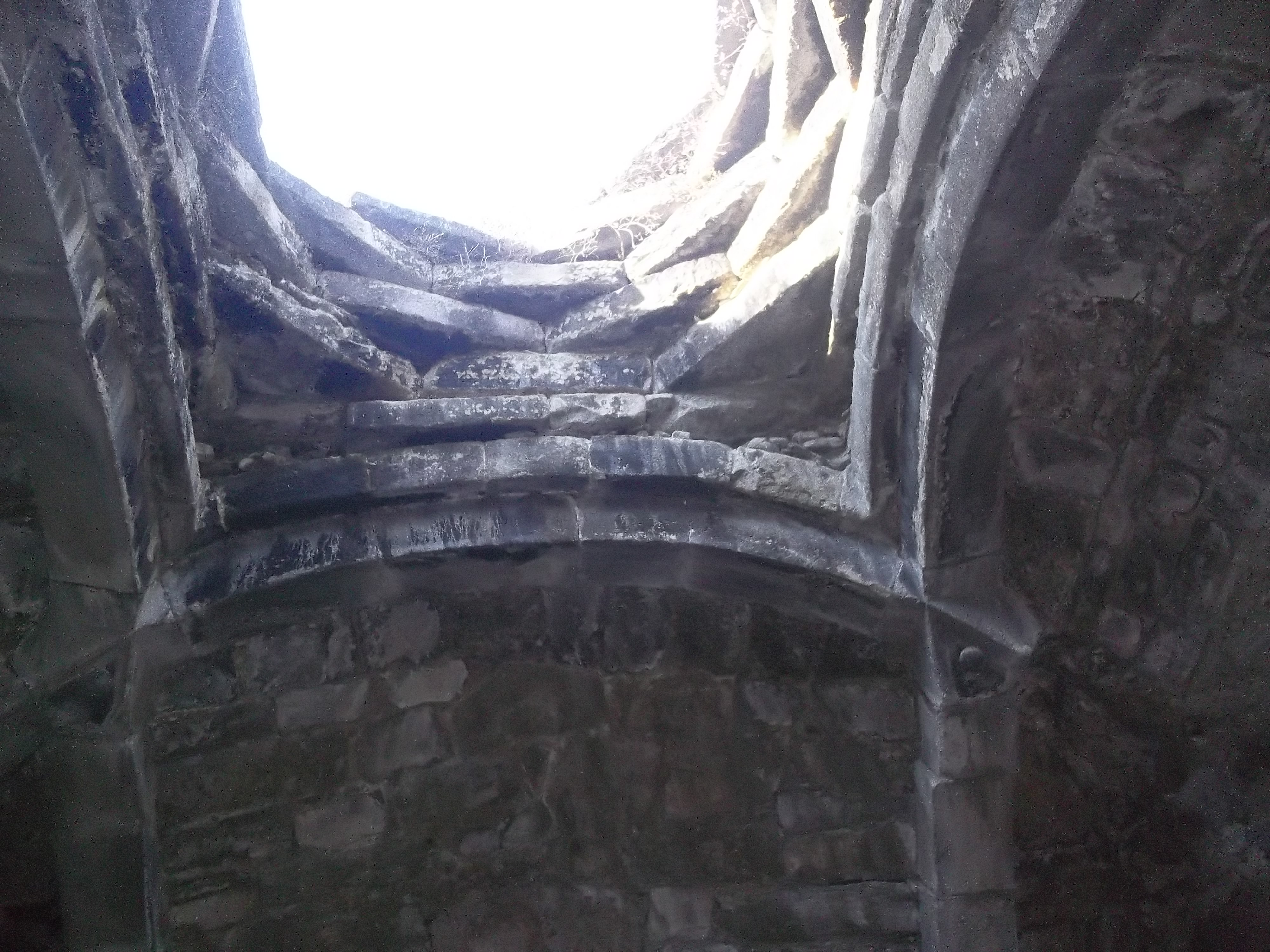
Der Yerdik wurde mit dem von armenischen Wohnhäuser bekannten Hazarashen-Verfahren geschlossen

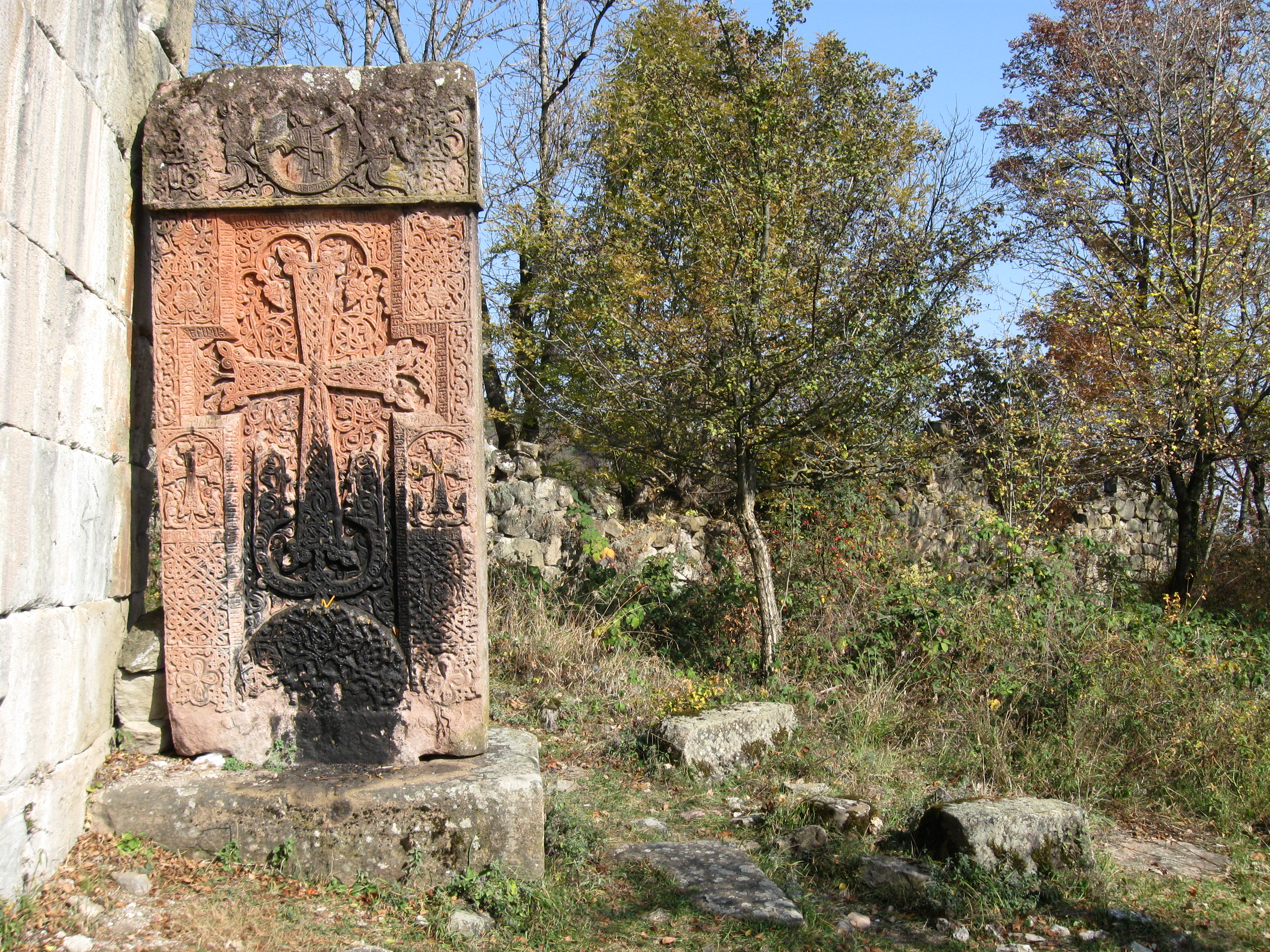
Der Chatschkar für Surb Karapet (St. Johannes der Täufer)

Der Klosterkomplex ist von Verteidigungsmauern mit runden Türmen umgeben. Die Verteidigungsmauern selbst bestehen aus großen Steinen, die mit Kalkmörtel verbunden sind.
Im Zentrum der Anlage stehen zwei Kirchen, ein Gawit, Wohn- und Wirtschaftsräume sowie Nebengebäude, die heute größtenteils in Trümmern liegen. Die Wohnräume der Mönche sind direkt an die Außenmauern des Klosters gebaut. Einige sollen auch als Gefängniszellen gedient haben.
Die Hauptkirche wird auf das 13. Jahrhundert datiert. Sie ist eine aus grünlichen Steinen gebaute Kreuzkuppelkirche. Von außen hat sie einen rechteckigen Grundriss, der Innenraum ist kreuzförmig. Die Nordwand der Kirche sind Teil der Außenmauern des Klosters. Ihre Säulen sind mit vier Bögen verbunden, die die Kuppel tragen. Als typisches Beispiel der armenischen Kirchenarchitektur wird der kleine zentrale Kirchenraum von einer Kuppel mit einem zylindrischen Tambour bekrönt. Im Mittelalter waren die kalkverputzten Innenwände mit Fresken verziert, die heute in Fragmenten erhalten sind.
Der Gawit ist der Kirche im Westen vorgebaut. Über dem Südportal gibt es eine Inschrift, in der der Name von Khutlu Bugha Artsruni genannt wird, dem Sohn von Atabek Sadun, dem Herren von Mahkanaberd. Sie wird auf das Jahr 1245 datiert und dürfte auf die Bauzeit des Gawit verweisen. Die Verteidigungsmauern des Klosters bilden nördliche und östliche Wand der Vorhalle. Der Gawit von Arakeloz hat einen rechteckigen Grundriss. Im Zentrum der Vorhalle bilden zwei Kreuzbogenpaare ein Quadrat, das von einem Yerdik (Kuppel mit zentraler Öffnung) bekrönt ist. In seiner Bauweise ähnelt der Yerdik den traditionellen armenischen Wohnhäusern mit dem Unterschied, das anstelle von Holzbalken Steinplatten verwendet wurden. Bei diesem Hazarashen genannten Verfahren wird die quadratische Dachöffnung geschlossen, indem Holzbalken im Winkel von 45 Grad pyramidenförmig über die Ecken des Quadrats gelegt werden.
Der heute nahezu vollständig zerstörte Glockenturm war im Südwesten an die Vorhalle gebaut.
Am südlichen Haupteingang zum Klosterkomplex steht unmittelbar an den westlichen Außenmauern des Klosters eine kleine Kirche aus dem 14. Jahrhundert. Die einschiffige Basilika hat einen quadratischen Grundriss und ist mit einem Zeltdach überspannt.
Unter den erhaltenen Chatschkaren ist der auf einem Sockel neben der Südwand der Kirche aufgestellte Gedächtnisstein für Surb Karapet (St. Johannes der Täufer) der bedeutendste. Er wurde aus rötlichem Tuffstein gefertigt ist auf der Schauseite kunstvoll mit Flachreliefs verziert. Im Zentrum des Steins ist ein von einer Inschrift eingefasstes Kreuz zu sehen.